# Gaylord (Kansas)
Gaylord és una població dels Estats Units a l'estat de Kansas. Segons el cens del 2000 tenia 145 habitants.

## Demografia
Segons el cens del 2000, Gaylord tenia 145 habitants, 72 habitatges, i 43 famílies. La densitat de població era de 223,9 habitants/km².
Dels 72 habitatges en un 23,6% hi vivien nens de menys de 18 anys, en un 55,6% hi vivien parelles casades, en un 4,2% dones solteres, i en un 38,9% no eren unitats familiars. En el 38,9% dels habitatges hi vivien persones soles el 27,8% de les quals corresponia a persones de 65 anys o més que vivien soles. El nombre mitjà de persones vivint en cada habitatge era de 2,01 i el nombre mitjà de persones que vivien en cada família era de 2,64.
Per edats la població es repartia de la següent manera: un 18,6% tenia menys de 18 anys, un 4,8% entre 18 i 24, un 20% entre 25 i 44, un 24,1% de 45 a 60 i un 32,4% 65 anys o més.
L'edat mediana era de 52 anys. Per cada 100 dones de 18 o més anys hi havia 81,5 homes.
La renda mediana per habitatge era de 21.250 $ i la renda mediana per família de 35.000 $. Els homes tenien una renda mediana de 33.125 $ mentre que les dones 15.313 $. La renda per capita de la població era de 14.046 $. Entorn del 8,3% de les famílies i el 17,8% de la població estaven per davall del llindar de pobresa.

## Poblacions més properes
El següent diagrama mostra les poblacions més properes.